# Pylargosceles steganioides
Pylargosceles steganioides är en fjärilsart som beskrevs av Butler 1878. Pylargosceles steganioides ingår i släktet Pylargosceles och familjen mätare. Inga underarter finns listade.